# Justynian Hylzen
Justynian Hylzen herbu Hilzen (zm. w 1786 roku) – generał major wojsk koronnych w 1762 roku, starosta marienhauski
w latach 1763–1786.
Jako poseł na sejm elekcyjny był elektorem Stanisława Augusta Poniatowskiego z Księstwa Inflanckiego w 1764 roku.